# Ар ле Фаве
Ар ле Фаве (фр. Ars-les-Favets) насеље је и општина у централној Француској у региону Оверња, у департману Пиј де Дом која припада префектури Риом.
По подацима из 2005. године у општини је живело 237 становника, а густина насељености је износила 16.2 становника/km². Општина се простире на површини од 14,6 km². Налази се на средњој надморској висини од 600 метара (максималној 597 m, а минималној 486 m).

## Демографија
| 1962. | 1968. | 1975. | 1982. | 1990. | 1999. | 2011. |
| ----- | ----- | ----- | ----- | ----- | ----- | ----- |
| 349   | 322   | 283   | 247   | 214   | 218   | 238   |

График промене броја становника у току последњих година